# Pallanuoto ai XIX Giochi panamericani
I tornei di pallanuoto ai XIX Giochi panamericani si sono svolti a Santiago del Cile, in Cile, dal 30 ottobre al 4 novembre 2023. Hanno partecipato alle competizioni otto squadre per il torneo maschile e otto per quello femminile. Le squadre vincitrici dei due tornei si sono qualificate automaticamente per i Giochi olimpici di Parigi del 2024.

## Qualificazioni
Il Cile in entrambi i tornei è qualificato come paese ospitante, insieme ad altre sette squadre qualificatesi in vari tornei di qualificazione. Il Canada e gli Stati Uniti si sono qualificati automaticamente per ognuno dei due tornei in quanto sono gli unici rappresentanti della zona III e IV della Unión Americana de Natación. Le altre squadre qualificate, della zona sudamericana e centrale (zona I e II rispettivamente), sono state le prime due squadre dei Giochi Sudamericani del 2022, assieme alle prime tre squadre dei Campionati centroamericani e caraibici di nuoto 2022 in campo femminile, e alle prime tre dei Giochi centroamericani e caraibici del 2023 in campo maschile.

### Maschile
| Evento                                 | Data                      | Luogo        | Quota | Qualificata             |
| -------------------------------------- | ------------------------- | ------------ | ----- | ----------------------- |
| Nazione ospitante                      | –                         | –            | 1     | Cile                    |
| Classificazione automatica             | –                         | –            | 2     | Canada Stati Uniti      |
| XII Giochi sudamericani                | 11–15 ottobre 2022        | Asunción     | 2     | Brasile Argentina       |
| XXIV Giochi centramericani e caraibici | 28 giugno - 8 luglio 2023 | San Salvador | 3     | Porto Rico Cuba Messico |
| Totale                                 |                           |              | 8     |                         |

### Femminile
| Evento                     | Data               | Luogo      | Quota | Qualificata             |
| -------------------------- | ------------------ | ---------- | ----- | ----------------------- |
| Nazione ospitante          | –                  | –          | 1     | Cile                    |
| Classificazione automatica | –                  | –          | 2     | Canada Stati Uniti      |
| Campionati CCAN 2022       | 20-26 luglio 2022  | Bridgetown | 3     | Cuba Messico Porto Rico |
| XII Giochi sudamericani    | 11-15 ottobre 2022 | Asunción   | 2     | Brasile Argentina       |
| Totale                     |                    |            | 8     |                         |

## Podi
| Evento                      | Oro         | Argento | Bronzo    |
| Torneo maschile (dettagli)  | Stati Uniti | Brasile | Argentina |
| Torneo femminile (dettagli) | Stati Uniti | Canada  | Brasile   |